# (9413) Eichendorff
(9413) Eichendorff (1995 SQ54) – planetoida z grupy pasa głównego asteroid okrążająca Słońce w ciągu 3,59 lat w średniej odległości 2,34 j.a. Odkryta 21 września 1995 roku.